# Beleggen van A tot Z

## A
A pari - Aandeel - Aandelen binnen een beleggingsportefeuille - Aandelenindex - Aandelensplitsing - Achtergesteld deposito - Active share - Allocatie - Alpha - Amman Stock Exchange - Amsterdam Exchange Index (AEX) - AMX Index - AScX Index - Asset-liability management - Average True Range

## B
Backtesten- Balans Volume Indicator - Bank - Basket (beleggen) - Berenmarkt - Bel20 - Beleggingsfonds - Benchmark - Beneden pari - Bestensorder - Beta (financieel) - Beurskrach - Beurskrach van New York - Beurshandel - Beursindex - Beursintroductie - Beurswaarde - Bid-ask spread - Biedprijs - Bollinger Bands - Bonusaandeel

## C
CAC 40 - Calloptie - Capital asset pricing model - CBS-index - CBS-herbeleggingsindex - Certificaat van aandeel - Claimemissie - Claimrecht - Converteerbare obligatie - Clearer - Collateralized debt obligation - Commercial paper - Commodities - Commodity Channel Index - Contract for difference - Convertible - Coppock-curve - Corporate governance - Coupure - Covered bond - Custodian

## D
DAX-index - Dekkingsgraad - Deposito - Derivaten - Directional Movement Indicator - Dividend - Dividendbelasting - Donchian channels - Dow Jones - Due dilligence - Duration - Dematerialisatie

## E
Effecten - Effectenbeurs - Effectief rendement - Efficiënte-markthypothese - Emissie (financieel) - EMTN - ETF - Eurozone - Euronext - Ex dividend

## F
Factorbeleggen - Fundamentele analyse - Future - Future Rate Agreement

## G
Geldmarkt - Girale levering

## H
Halloween indicator - Handel met voorkennis - Hedge fund - hedge - Hoekman

## I
ICGN - Immunisatie - Index (financieel) - Indicator - Inkoop van eigen aandelen - Intrinsieke waarde - IPO (zie ook Beursintroductie)

## K
Kapitaalmarkt - Kapitaalverhoging - Kapitaalverwatering - Keltner Channel - Keuzedividend - Koersgrafiek - Koerspatronen

## L
Laatprijs - Limietorder

## M
Moving average convergence/divergence - Momentum-beleggen - Moderne portefeuilletheorie - Money Flow Index - MSL indicator - MSCI World

## N
NASDAQ - New York Stock Exchange - Notes

## O
Obligatie - Obligatierating - Obligaties binnen een beleggingsportefeuille - Onroerend goed binnen een beleggingsportefeuille - Optie - Optimaliseren (kwantitatieve analyse)

## P
Permanente portefeuille - Putoptie

## R
Random Walk Index - Relatieve Sterkte - Relatieve Sterkte Index (RSI) - Rendement - Rente - Rate of Change (ROC) - Roerende voorheffing

## S
Schatkistcertificaten - Sell in May and go away (beurswijsheid) - 
Schermenbeurs - Sharpe-ratio - Software voor technische analyse - Speculeren - Staatsobligatie - Stemadviesbureau - Stierenmarkt - Straddle - Stochastic indicator - Stockdividend - Swaprente

## T
Technische analyse - Termijncontract - Total return - Total Expense Ratio - Tracking error - Tradingsysteem - TRIX indicator - Turbo - Turtle trading

## U
Ultimate forward rate

## V
Vastgoed - Vastgoedaandelen - VDAX - Vermogen - Vermogensbeheer - Vermogensmarkt - Visuele analyse (beleggen) - Volatiliteit - Voortschrijdend Gemiddelde

## W
Warrant - Williams %R

## Y
Yieldcurve - Yield to maturity

## Z
Z-score